# Discographie de Dr. Dre à la production

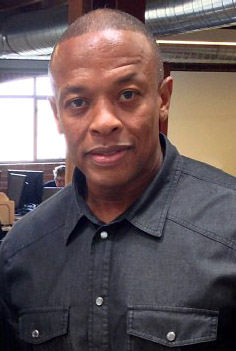
Dr Dre en 2013.

Cette page présente la discographie de Dr. Dre en tant que producteur, producteur délégué et parfois en tant qu'ingénieur du son.

## Crédits
| Année | Artiste                       | Album                                                           | Titre(s) | Rôle(s)                                      | Labels                                                    |  |
| ----- | ----------------------------- | --------------------------------------------------------------- | --- | -------------------------------------------- | --------------------------------------------------------- |  |
| 1984  | Daniel Sofer & The Unknown DJ | Rhythm Rock Rap                                                 | "Scratching 100 Speakers" | Production                                   |                                                           |  |
| 1985  | World Class Wreckin' Cru      | Juice 12"                                                       | "Juice", "Bit & Pieces", "Surgery" | Production                                   |                                                           |  |
| 1985  | World Class Wreckin' Cru      | World Class 12"                                                 | "World Class (Remix)", "Dre's Beat" | Production                                   |                                                           |  |
| 1985  | World Class Wreckin' Cru      | World Class                                                     | (album entier) | Production                                   | Kru Cut                                                   |  |
| 1986  | Various Artists               | Coming to America OST                                           | "Comin' Correct" | Production                                   |                                                           |  |
| 1986  | World Class Wreckin' Cru      | Rapped in Romance                                               | (album entier) | Production                                   | Epic                                                      |  |
| 1987  | N.W.A.                        | N.W.A. and the Posse                                            | (album entier) | Producteur, Rappeur                          | Macola                                                    |  |
| 1987  | C.I.A.                        | My Posse                                                        | (E.P. entier) | Production déléguée                          | Macola                                                    |  |
| 1987  | World Class Wrecking Cru      | House Calls 12"                                                 | "House Calls", "Must Be The Music ", "Cabbage Patch" | Production                                   |                                                           |  |
| 1987  | World Class Wrecking Cru      | Turn Off the Lights 12"                                         | "Turn Off The Lights" | Production                                   |                                                           |  |
| 1988  | Bobby Jimmy and The Critters  | Back and Proud                                                  | "Milkshake" | Production                                   | Macola                                                    |  |
| 1988  | Eazy-E                        | Eazy Duz It                                                     | (album entier) | Producteur, Rappeur                          | Ruthless/Priority                                         |  |
| 1988  | J.J. Fad                      | Supersonic                                                      | "Blame It on the Muzick", "Let's Get Hyped", "Now Really", "Time Ta Get Stupid", "Supersonic"                                                                  | Producer                                     | Ruthless                                                  |  |
| 1988  | N.W.A.                        | Straight Outta Compton                                          | (album entier) | Producteur, Rappeur                          | Ruthless/Priority                                         |  |
| 1989  | The D.O.C.                    | No One Can Do It Better                                         | (album entier) | Producteur, Rappeur                          | Ruthless/Priority                                         |  |
| 1989  | The D.O.C.                    | Mind Blowin' VLS                                                | "Mind Blowing (Remix)", "Portrait of a Masterpiece (Remix)" | Producer                                     | Ruthless, Priority                                        |  |
| 1989  | Michel'le                     | Michel'le                                                       | "No More Lies", "Nicety", "Keep Watchin'", "Something in My Heart", "100% Woman", "Never Been in Love", "Close to Me", "Special Thanks"                        | Producteur                                   | Atco                                                      |  |
| 1990  | Above the Law                 | Livin' Like Hustlers                                            | "Murder Rap", "The Last Song" | Producteur                                   | Ruthless/Priority                                         |  |
| 1990  | Bobby Jimmy and The Critters  | Bobby Jimmy You a Fool - The Best of Bobby Jimmy & The Critters | "Ugly Knuckle Butt" | Remixeur                                     | K-Tel                                                     |  |
| 1990  | N.W.A.                        | 100 Miles and Running                                           | (E.P. entier) | Producteur, Rappeur                          | Ruthless/Priority                                         |  |
| 1990  | West Coast Rap All-Stars      | West Coast All Stars VLS                                        | "We're All In The Same Gang", "We're All In The Same Gang (Gangsta Remix)"                                                                                     | Producteur, Rappeur                          | Warner Bros. Records                                      |  |
| 1991  | Jimmy Z                       | Muzical Madness                                                 | "Prelude", "Whatever You Want", "Funky Flute", "Phone Sexxx", "Reazons", "Who'z Leroy?", "Watching You", "Hip Hop Harmonica", "Muzical Madness"                | Producteur, Rappeur                          | Ruthless/Priority                                         |  |
| 1991  | N.W.A                         | Efil4zaggin                                                     | (album entier) | Producteur, Rappeur                          | Ruthless Records/Priority                                 |  |
| 1992  | Dr. Dre                       | The Chronic                                                     | (album entier) | producteur délégué, Producteur, Rappeur      | Death Row/Interscope                                      |  |
| 1992  | Various Artists               | Bande originale de Deep Cover                                   | "Deep Cover", "Love or Lust" | Producteur, Rappeur                          | The Right Stuff                                           |  |
| 1992  | Dr. Dre                       | Fuck Wit Dre Day (single)                                       | "One Eight Seven (Deep Cover Remix)", "Fuck Wit Dre Day", "Puffing On Blunts & Drankin' Tanqueray", "Fuck Wit Dre Day (Extended Remix)"                        | Producer, Rapper                             | Death Row/Interscope                                      |  |
| 1993  | Snoop Doggy Dogg              | Doggystyle                                                      | (album entier) | producteur délégué, Producteur, Rappeur      | Death Row/Interscope                                      |  |
| 1993  | Tha Dogg Pound                | Bande originale de Poetic Justice                               | "Niggas Don't Give a Fuck" | Producteur                                   | Death Row/Interscope/Epic                                 |  |
| 1993  | R. Kelly                      | 12 Play                                                         | "Back to the Hood of Things" | Voix additionnelles                          | Jive                                                      |  |
| 1994  | Lady of Rage                  | Bande originale de Above the Rim                                | "Afro Puffs" | Producteur                                   | Death Row/Interscope                                      |  |
| 1994  | Lady of Rage                  | Afro Puffs Single                                               | "Afro Puffs (G-Funk Mix), (Extended Remix) | Producteur, Voix additionnelles              | Death Row/Interscope                                      |  |
| 1994  | Various Artists               | Bande originale de Murder Was the Case                          | "Murder Was the Case (Remix)", "Natural Born Killaz", "Harvest for the World", "U Better Recognize"                                                            | Producteur, Rappeur, Coproducteur            | Death Row/Interscope                                      |  |
| 1995  | Various Artists               | Bande originale de Friday                                       | "Keep Their Heads Ringin'" | Producteur, Rappeur                          | Priority                                                  |  |
| 1995  |                               |                                                                 | |                                              |                                                           |  |
| 1995  | Tha Dogg Pound                | Dogg Food                                                       | | Producteur exécutive, Mixage de l'album      | Death Row/Interscope                                      |  |
| 1996  | 2Pac                          | All Eyez on Me                                                  | "California Love (Remix)", "Can't C Me" | Producteur, Rappeur                          | Death Row/Interscope                                      |  |
| 1996  | Nas                           | It Was Written                                                  | "Nas Is Coming" | Producer,                                    | Columbia                                                  |  |
| 1996  | Various Artists               | Dr. Dre Presents... The Aftermath                               | "Aftermath (The Intro)", "East Coast/West Coast Killas", "Shittin' on The World", "Blunt Time", "Been There, Done That", "Sexy Dance", "Fame"                  | producteur délégué, Producteur, Rappeur      | Aftermath/Interscope                                      |  |
| 1997  | The Firm                      | Nas, Foxy Brown, AZ, and Nature Present The Firm: The Album     | "Firm Fiasco", "Phone Tap", "Firm Family", "F*** Somebody Else", "Untouchable", "Five Minutes to Flush"                                                        | Producteur, Rappeur                          | Aftermath/Interscope                                      |  |
| 1997  | Scarface                      | The Untouchable                                                 | "Game Over" | Producteur, Rappeur                          | Rap-A-Lot                                                 |  |
| 1998  | 2Pac                          | Greatest Hits                                                   | "California Love [Original Version]" | Producteur, Rappeur                          | Amaru/Death Row                                           |  |
| 1998  | Kurupt                        | Kuruption!                                                      | "Ask Yourself a Question" | Producteur, Rappeur                          | Antra/A&M                                                 |  |
| 1998  | King Tee                      | The Kingdom Come                                                | "Speak on It", "Monay", "Da Kron", "Reel Raw", "6 N 'Na Moe'nin", "Step on By", "Big Ballin' (Playin' 2 Win)", "Where's T"                                     | Producteur, Rappeur                          | Greedy Green Entertainment/Mo Beatz                       |  |
| 1998  | Ras Kass                      | Rasassination                                                   | "Ghetto Fabulous" | Producteur, Rappeur                          | Priority                                                  |  |
| 1998  | Playa                         | Cheers 2 U                                                      | "I Gotta Know" | Producteur                                   | Def Jam                                                   |  |
| 1998  | Dr. Dre & LL Cool J           | Bande originale de Bulworth                                     | "Zoom" | Producteur, Rappeur                          | Interscope Records                                        |  |
| 1998  | Big Pun                       | Capital Punishment                                              | "Twinz (Deep Cover '98)" | Producteur                                   | Loud                                                      |  |
| 1999  | Dr. Dre                       | 2001                                                            | (album entier excepté "The Message") | producteur délégué, Producteur, Rappeur      | Aftermath/Interscope                                      |  |
| 1999  | Eminem                        | The Slim Shady LP                                               | "My Name Is", "Guilty Conscience", "Role Model" | producteur délégué, Producteur, Rappeur      | Aftermath Entertainment/Interscope                        |  |
| 1999  | Snoop Dogg                    | No Limit Top Dogg                                               | "Buck 'Em", "Bitch Please", "Just Dippin'" | Producteur, Rappeur                          | No Limit/Priority                                         |  |
| 1999  | Various Artists               | Bande originale de Wild Wild West                               | "Bad Guys Always Die" | Producteur, Rappeur                          | Interscope                                                |  |
| 1999  | Warren G                      | Game Don't Wait (single)                                        | "Game Don't Wait (Remix)" | Producteur                                   | Def Jam                                                   |  |
| 1999  | EmpError                      | The Empire                                                      | "E.M.P" | Assistant au mixage                          | Nothing/Interscope                                        |  |
| 2000  | Eminem                        | The Marshall Mathers LP                                         | "Kill You", "Who Knew", "The Real Slim Shady", "Remember Me?", "I'm Back", "Bitch Please II"                                                                   | producteur délégué, Producteur, Rappeur      | Aftermath Entertainment/Interscope                        |  |
| 2000  | Ice Cube                      | War and Peace - Volume 2 (The Peace Disc)                       | "Hello" | Producteur, Rappeur                          | Priority                                                  |  |
| 2000  | Snoop Dogg                    | Tha Last Meal                                                   | "Intro", "Hennessey N Buddah", "True Lies", "Lay Low" | Producteur                                   | No Limit/Priority                                         |  |
| 2000  | Xzibit                        | Restless                                                        | "U Know", "X", "Best of Things" | producteur délégué, Producteur, Rappeur      | Loud                                                      |  |
| 2000  | Xzibit                        | Bande originale de Black and White                              | "Year 2000" | Producteur                                   | Loud                                                      |  |
| 2000  | N.W.A. & Snoop Dogg           | Bande originale de Next Friday                                  | "Chin Check" | Producer                                     |                                                           |  |
| 2001  | Bilal                         | 1st Born Second                                                 | "Fast Lane", "Sally" | Producteur                                   | Interscope                                                |  |
| 2001  | Busta Rhymes                  | Genesis                                                         | "Truck Volume", "Break Ya Neck", "Holla" | Producteur                                   | J/Flipmode                                                |  |
| 2001  | D-12                          | Devil's Night                                                   | "Nasty Mind", "Ain't Nutting but Music", "Fight Music", "Revelation"                                                                                           | Producteur                                   | Shady/Interscope                                          |  |
| 2001  | Shaquille O'Neal              | Shaquille O'Neal Presents His Superfriends, Vol. 1              | "That's Me" | Producteur, Rappeur                          | Trauma Records                                            |  |
| 2001  | Eve                           | Scorpion                                                        | "Let Me Blow Ya Mind", "That's What It Is" | Producteur                                   | Ruff Ryders                                               |  |
| 2001  | Mack 10                       | Bang or Ball                                                    | "Hate in Your Eyes" | Producteur                                   | Cash Money                                                |  |
| 2001  | Mary J. Blige                 | No More Drama                                                   | "Family Affair | Producteur                                   | MCA                                                       |  |
| 2001  | Nate Dogg                     | Music and Me                                                    | "Your Wife" | Producteur, Rappeur                          | Elektra                                                   |  |
| 2001  | Dr. Dre & DJ Quik             | Bande originale de Training Day                                 | "Put It on Me" | Producteur, Rappeur                          | Priority                                                  |  |
| 2001  | Various Artists               | Bande originale de The Wash                                     | "Bad Intentions", "Holla", "Str8 West Coast", "The Wash" | Producteur, Rappeur                          | Aftermath/Doggystyle                                      |  |
| 2001  | Warren G                      | Return of the Regulator                                         | "Looking at You" | Producteur                                   | Universal                                                 |  |
| 2002  | Devin the Dude                | Just Trying Ta Live                                             | "It's a Shame" | Producteur                                   | Rap-A-Lot                                                 |  |
| 2002  | Eminem                        | The Eminem Show                                                 | "Business", "Say What You Say", "My Dad's Gone Crazy" | producteur délégué, Producteur, Rappeur      | Shady/Aftermath/Interscope                                |  |
| 2002  | Eve                           | Eve-Olution                                                     | "What", "Satisfaction" | Producteur                                   | Interscope                                                |  |
| 2002  | Jay-Z                         | The Blueprint²: The Gift & The Curse                            | "The Watcher 2" | Producteur, Rappeur                          | Roc-A-Fella/Island Def Jam                                |  |
| 2002  | Ras Kass                      | Goldyn Chyld                                                    | "The Whoop" | Producteur                                   | Priority                                                  |  |
| 2002  | Rolling Stones                | Bande originale de Austin Powers dans Goldmember                | "Miss You (Dr. Dre Remix 2002)" | Producteur                                   | Maverick                                                  |  |
| 2002  | Knoc-Turn'Al                  | L.A Confidential Present's:Knoc-Turn'al                         | "The Knoc" | Producteur                                   | Elektra                                                   |  |
| 2002  | Tray Deee                     | The General's List                                              | "Finer Thangzzz" | Producteur                                   |                                                           |  |
| 2002  | Truth Hurts                   | Truthfully Speaking                                             | "Push Play", "Jimmy", "Queen of the Ghetto", "Addictive (Remix)"                                                                                               | producteur délégué, Producteur               | Aftermath/Interscope                                      |  |
| 2002  | Xzibit                        | Man vs. Machine                                                 | "Choke Me, Spank Me (Pull My Hair)", "Losing Your Mind" | producteur délégué, Producteur               | Loud                                                      |  |
| 2003  | 40 Glocc                      | The Jakal                                                       | "Papa Lil Soldier" | Producteur                                   | BMG                                                       |  |
| 2003  | Chris Botti                   | A Thousand Kisses Deep                                          | "The Three Last Minutes" | Coproducteur                                 | Columbia                                                  |  |
| 2003  | 50 Cent                       | 50 Cent: The New Breed                                          | "In Da Hood" | Producteur                                   | Interscope                                                |  |
| 2003  | 50 Cent                       | Get Rich or Die Tryin'                                          | "In da Club", "Heat", "If I Can't", "Back Down" | producteur délégué, Producteur               | Shady/Aftermath/Interscope                                |  |
| 2003  | The D.O.C.                    | Deuce                                                           | "Mentally Disturbed", "Judgement Day", "Psychic Pimp Hotline"                                                                                                  | Producteur                                   | Silverback                                                |  |
| 2003  | G-Unit                        | Beg for Mercy                                                   | "Poppin' Them Thangs", "G'd Up" | Producer                                     | G-Unit/Interscope                                         |  |
| 2003  | Mary J. Blige                 | Love and Life                                                   | "Not Today (The Bullshit)" | Producteur                                   |                                                           |  |
| 2003  | Obie Trice                    | Cheers                                                          | "The Set Up", "Shit Hits the Fan", "Look in My Eyes", "Oh!" | Producteur, Rappeur                          | Shady/Interscope                                          |  |
| 2003  | Royce da 5'9"                 | Build & Destroy - Lost Sessions Part 1                          | "The Way I Be Pimpin" (Bonus Track), "The Throne Is Mine" (Bonus Track)                                                                                        | Producteur, Rappeur                          | Trouble Records, Groove Attack Productions                |  |
| 2004  | D-12                          | D12 World                                                       | "American Psycho II" | Producteur                                   | Shady/Interscope                                          |  |
| 2004  | Eminem                        | Encore                                                          | "Evil Deeds", "Never Enough", "Mosh", "Rain Man", "Big Weenie", "Just Lose It", "Ass Like That", "Encore/Curtains Down"                                        | producteur délégué, Producteur, Rappeur      | Aftermath Entertainment/Shady Records/Interscope          |  |
| 2004  | Mac Dre                       | Ronald Dregan: Dreganomics                                      | "Get Stupid" | Producer                                     | Thizz Entertainment                                       |  |
| 2004  | Gwen Stefani                  | Love. Angel. Music. Baby.                                       | "Rich Girl" | Producteur                                   | Interscope                                                |  |
| 2004  | Knoc-Turn'Al                  | The Way I Am                                                    | "I Like" | Producteur                                   | Elektra                                                   |  |
| 2004  | AZ                            | Decade 1994–2004                                                | "Time", "Phone Tap" | Producteur                                   | BEC                                                       |  |
| 2005  | 50 Cent                       | Bande originale de Réussir ou Mourir                            | "Talk About Me", "When It Rains It Pours" | Producteur                                   | G-Unit/Interscope                                         |  |
| 2005  | 50 Cent                       | The Massacre                                                    | "Outta Control (Remix)", "Outta Control", "Gunz Come Out" | producteur délégué, Producteur               | Aftermath Entertainment/Shady Records/Interscope          |  |
| 2005  | Eminem                        | Curtain Call: The Hits                                          | "My Name Is", "The Real Slim Shady", "Guilty Conscience", "Just Lose It"                                                                                       | producteur délégué, Producteur, Rappeur      | Aftermath Entertainment/Shady Records/Interscope          |  |
| 2005  | The Game                      | The Documentary                                                 | "Intro", "Westside Story", "Higher", "How We Do", "Don't Need Your Love", "Start from Scratch", "Don't Worry", "Where I'm From Remix"                          | producteur délégué, Producteur               | G-Unit/Aftermath/Interscope                               |  |
| 2005  | The Game                      | Ghost Unit (mixtape)                                            | "Here We Go Again" | Producteur, Rappeur                          | Black Wall Street                                         |  |
| 2005  | The Game                      | Guns N Roses III (mixtape)                                      | "Hard Liquor" | Producteur                                   |                                                           |  |
| 2005  | Burt Bacharach                | At This Time                                                    | "Danger", "Is Love Enough?", "Go Ask Shakespeare" | Coproducteur                                 | Sony                                                      |  |
| 2006  | Nas                           | The Prophecy Vol. 1                                             | "Sosa vs State" | Producteur                                   |                                                           |  |
| 2006  | Nas                           | The Prophecy Vol. 2 (The Beginning of The N)                    | "Everyday Thing" | Producteur, Rappeur                          |                                                           |  |
| 2006  | Hittman                       | Hittmanic Verses                                                | "Blaww", "Ass", "Front Page", "Last Dayz", "Gett Mynz" | Producteur, Rappeur                          | SickBay                                                   |  |
| 2006  | Busta Rhymes                  | The Big Bang                                                    | "Get You Some", How We Do It Over Here", "Goldmine", "Don't Get Carried Away", "Legend of the Fall Offs", "Cocaina", "In the Ghetto", "Been Through The Storm" | producteur délégué, Producteur, Coproducteur | Aftermath/Interscope                                      |  |
| 2006  | Stat Quo                      | Eminem Presents : The Re-Up                                     | "Get Low" | Producteur                                   | Shady                                                     |  |
| 2006  | Jay-Z                         | Kingdom Come                                                    | "Lost One", "30 Something", "Trouble", "Minority Report" | Producteur, mixage de l'album                | Roc-A-Fella/Def Jam                                       |  |
| 2006  | Nas                           | Hip Hop Is Dead                                                 | "Hustlers" | Producer                                     | Def Jam                                                   |  |
| 2006  | Snoop Dogg                    | Tha Blue Carpet Treatment                                       | "Boss' Life", "Round Here", "Imagine", "That's That" | Producteur, Rappeur, Mixage, Coproducteur    | Doggystyle/Geffen                                         |  |
| 2006  | The Game                      | The Amie Street Mixtape                                         | "Murda", "Feels Good", "Won't Stop", "Around The Way" | Producer                                     | Amie Street                                               |  |
| 2007  | 50 Cent                       | Curtis                                                          | "Straight to the Bank", "Come & Go", "Fire" | producteur délégué, Producteur, Rappeur      | Aftermath Entertainment/Shady Records/Interscope          |  |
| 2007  | Sunshine Anderson             | Sunshine at Midnight                                            | "Problems" | Producteur                                   | Music World Entertainment                                 |  |
| 2007  | Young Buck                    | Buck The World                                                  | "Hold On", "U Ain't Going Nowhere" | Producteur                                   | G-Unit/Interscope                                         |  |
| 2007  | J-Flexx                       | Stayin' Alive                                                   | "Street Scholars" | Coproducteur, Rappeur                        | Death Row                                                 |  |
| 2007  | Rakim                         | Legends Vol. 1.2                                                | "Welcome 2 The Hood", "After You Die" | Producteur                                   |                                                           |  |
| 2008  | Trick-Trick                   | The Villain                                                     | "Hold On" | Producteur                                   | Koch                                                      |  |
| 2008  | Devin the Dude                | Hi Life                                                         | "Comin' Back" | Producteur                                   | Rap-A-Lot                                                 |  |
| 2008  | Ya Boy                        | The Bay Area Bully                                              | "They Know Me" | Producteur                                   | Precise Music Group                                       |  |
| 2009  | Eminem                        | Relapse                                                         | (album entier excepté "Beautiful") | producteur délégué, Producteur, Rappeur      | Aftermath Entertainment/Shady Records/Interscope          |  |
| 2009  | Raekwon                       | Only Built 4 Cuban Linx... Pt. II                               | "Catalina", "About Me" | Producteur, mixage                           | EMI/Icewater/Universal Motown                             |  |
| 2009  | Snoop Dogg                    | Death Row: The Lost Sessions Vol. 1                             | "Doggystyle", "Falling Asleep On Death Row", "Eat A Dick", "The Root Of All Evil"                                                                              | Producteur                                   | WIDEawake/Death Row                                       |  |
| 2009  | 50 Cent                       | Before I Self Destruct                                          | "Death to My Enemies", "Psycho", "Ok, You're Right" | Producteur                                   | Aftermath Entertainment/Shady Records/Interscope          |  |
| 2009  | Eminem                        | Relapse: Refill                                                 | "Hell Breaks Loose", "Buffalo Bill", "Taking My Ball", "Music Box", "Drop the Bomb on 'Em"                                                                     | Producteur, Rappeur, Mixage de l'album       | Aftermath Entertainment/Shady Records/Interscope          |  |
| 2009  | Snoop Dogg                    | Malice n Wonderland                                             | "I Wanna Rock" | Coproducteur                                 | Priority/Doggystyle                                       |  |
| 2010  | Eminem                        | Recovery                                                        | "So Bad", "Ridaz" (Titre bonus) | producteur délégué, Producteur               | Aftermath Entertainment/Shady Records/Interscope          |  |
| 2010  | Raekwon                       | Only Built 4 Cuban Linx... Pt. II (réédition Gold)              | "About Me" (Titre bonus) | Producteur                                   | Ice H2O/EMI                                               |  |
| 2010  | Bishop Lamont                 | The Shawshank Redemption/Angola 3                               | "Rain", "Change Is Gonna Come" | Producteur                                   | Diocese Entertainment                                     |  |
| 2010  | Dawaun Parker                 | The Decision                                                    | "Lost" | Producteur                                   |                                                           |  |
| 2011  | Game                          | Purp & Patron - disque 2 (mixtape)                              | "Soft Rhodes", "The Ocean" | Producteur                                   | Black Wall Street                                         |  |
| 2011  | Game                          | The R.E.D. Album                                                | "Keepin' It Real" (titre inutilisé) | Producteur                                   | Black Wall Street/Interscope                              |  |
| 2011  | Slim the Mobster              | War Music                                                       | "Back Against The Wall" | Producteur                                   | Gang Module Records/Aftermath                             |  |
| 2012  | T.I.                          | Fuck da City Up (mixtape)                                       | "Popped Off" | Producteur                                   |                                                           |  |
| 2012  | Obie Trice                    | Bottoms Up                                                      | "Bottoms Up (Intro)" | Producteur                                   | Black Market Entertainment                                |  |
| 2012  | DMX                           | The Weigh In EP                                                 | "Shit Don't Change" | Producteur                                   | UMMG, Bloodline, Warner Bros. Records                     |  |
| 2012  | Xzibit                        | Napalm                                                          | "Louis XIII" | Producteur                                   | Open Bar Entertainment/EMI Records                        |  |
| 2012  | Game                          | Jesus Piece                                                     | "Dead People" (titre bonus iTunes) | Producteur                                   | DGC / Interscope                                          |  |
| 2012  | Alicia Keys                   | Girl on Fire                                                    | "New Day" | Producteur                                   | RCA                                                       |  |
| 2012  | Kendrick Lamar                | Good Kid, M.A.A.D City                                          | — | Producteur délégué, Mixage, Rappeur          | Top Dawg Entertainment/Aftermath Entertainment/Interscope |  |
| 2013  | Eminem                        | The Marshall Mathers LP 2                                       | — | producteur délégué                           | Aftermath Entertainment/Shady Records/Interscope          |  |
| 2014  | Stat Quo                      | ATLA: All This Life Allows, Vol. 1                              | "The Way It Be" | Producteur                                   | ATLA Music                                                |  |
| 2014  | 50 Cent                       | Animal Ambition                                                 | "Smoke" | Producteur                                   | G-Unit, Caroline Records, Capitol                         |  |
| 2014  | Marsha Ambrosius              | Friends & Lovers                                                | "Stronger" | Producteur                                   | RCA Records                                               |  |
| 2015  | Dr. Dre                       | Compton: A Soundtrack by Dr. Dre                                | "Intro", "It's All On Me", "Darside/Gone", "Loose Cannons", "Issues", "Deep Water", "One Shot One Kill", "Talking To My Diary"                                 | Producteur, producteur délégué               | Aftermath Entertainment/Interscope                        |  |
| 2017  | Eminem                        | Revival'                                                        | "Remind Me (Intro)" | Producteur, producteur délégué               | Aftermath Entertainment/Shady Records/Interscope          |  |
| 2017  | Dr. Dre                       | Defiant Ones Soundtrack                                         | "Gunfiyah", "We Be The Ones (Snippet)" | Producteur                                   | Aftermath Entertainment/Interscope                        |  |
| 2018  | Anderson .Paak                | Oxnard                                                          | Who R U?, Mansa Musa, Cheers, Left to Right | Producteur, producteur délégué               | Aftermath Entertainment/12Tone/OBE                        |  |
| 2018  | Eminem                        | Kamikaze                                                        | — | producteur délégué                           | Aftermath Entertainment/Shady Records/Interscope          |  |
| 2020  | Eminem                        | Music To Be Murdered By                                         | "Premonition - Intro", "Alfred (interlude)", "Never Love Again, Little Engine", "Lock It Up", "Alfred (outro)"                                                 | Producteur, producteur délégué               | Aftermath Entertainment/Shady Records/Interscope          |  |
| 2020  | Eminem                        | Music to Be Murdered By - Side B (Deluxe Edition)               | "She Loves Me", "Discombobulated" | Producteur, producteur délégué               | Aftermath Entertainment/Shady Records/Interscope          |  |
| 2021  | Dr. Dre                       | GTA Online: The Contract                                        | "Gospel", "The Scenic Route", "Black Privilege", "ETA", "Fallin Up", "Diamond Mind"                                                                            | Producteur, producteur délégué               | Aftermath Entertainment/Interscope                        |  |
| 2022  | Eminem                        | Bande Originale Elvis'                                          | "The King and I" | Producteur                                   | RCA Records                                               |  |
| 2022  | Eminem                        | Curtain Call 2                                                  | "Is This Love ('09)" | Producteur                                   | Aftermath Entertainment/Shady Records/Interscope          |  |
| 2022  | Symba                         | Never End Up Broke (Single)                                     | "Never End Up Broke" | Coproducteur                                 |                                                           |  |
| 2022  | DJ Khaled                     | God Did                                                         | "Use This Gospel (Remix)" (Kanye West & Eminem) | Producteur                                   | We The Best Music/Epic Records                            |  |
| 2023  | J. Cole                       | Creed III: The Soundtrack                                       | "Adonis Interlude (The Montage)" | Producteur                                   | Dreamville Records/Interscope                             |  |